# Vladimir Komarov
Vladimir Michajlovič Komarov (rusky Владимир Михайлович Комаров; 16. března 1927 Moskva – 24. dubna 1967 Orenburská oblast) byl letec, důstojník, tragicky zesnulý sovětský kosmonaut ruské národnosti. Byl také první oficiálně oznámenou lidskou obětí letů do vesmíru.

## Život
Otec byl domovníkem a matka kuchařkou. Bydleli v Moskvě, v malém suterénním bytě. Už na základní škole se velmi dobře učil. Válku přežil na vesnici u příbuzných, naučil se pracovat i s koňmi.
V roce 1949 vystudoval vojenské letecké učiliště, pak pokračoval v batajském leteckém učilišti. Sloužil u stíhacího letectva, jako jeden z prvních zvládl lety s prvními reaktivními letadly. V roce 1952 vstoupil do KSSS a v roce 1959 ukončil s titulem leteckého inženýra leteckou inženýrskou akademii Žukovského. Manželku a syna Žeňu odstěhoval k otci. Kosmickou kariéru zahájil výcvikem v roce 1960. V roce 1962 byl náhradníkem Pavla Popoviče při letu Vostoku 4.

## Lety do vesmíru
V roce 1964 byl velitelem prvního letu vícečlenné posádky na kosmické lodi Voschod 1. Spolu s ním se letu zúčastnili Konstantin Feoktistov (vědecký pracovník) a Boris Jegorov (lékař). Startovali z kosmodromu Bajkonur 12. října 1964 a přistáli v kabině s pomocí padáků o den později nedaleko kosmodromu.
O tři roky později zahynul při zkušebním letu nové, vícemístné lodi Sojuz 1.
Při nouzovém přistání s téměř neovladatelnou kosmickou lodí, s kterou měl již během letu potíže, se mu zamotal padák a náraz v rychlosti 130 m/s nepřežil.
- Voschod 1 (12. října 1964 – 13. října 1964)
- Sojuz 1 (23. dubna 1967 – 24. dubna 1967)

## Ocenění
Po svém prvním letu byl společně s ostatními členy posádky vyznamenán Leninovým řádem, medailí Zlatá hvězda a byl mu udělen titul hrdiny Sovětského svazu.
Posmrtně obdržel další Zlatou hvězdu a byl pochován slavnostně na Rudém náměstí u Kremelské zdi v Moskvě. Podle něho byly pojmenovány obce, letecké školy a útvary, vědecko-výzkumná loď Akademie věd SSSR a kráter Komarov na odvrácené straně Měsíce.
Jeho jménem byla pojmenována planetka hlavního pásu (1836) Komarov, objevená 26. července 1971 Nikolajem Černychem.